# Moście Błota (Reda)
Moście Błota (kaszb. Mòstowsczé Błoto, niem. Brücksches Bruch) – część miasta Redy w województwie pomorskim. Dawniej niewielka osada przyłączona w 2010 roku w granice administracyjne Redy.
W Mościch Błotach znajduje się stacja pomp i ujęcia wody gdyńskiego Przedsiębiorstwa Wodociągów i Kanalizacji.

## Położenie
Moście Błota są jednocześnie jedyną jednostką osadniczą położoną na terenie rozległej nadmorskiej niziny o tej samej nazwie (patrz: Moście Błota). Sama nazwa pochodzi od niedalekiej wsi Mosty.
Nizina Moście Błota, leżąca na pograniczu gmin Puck i Kosakowo oraz miasta Redy, podobnie jak i samo osiedle, to obszar słabo zaludniony (bardziej zabudowany przy granicy z Redą, gdzie z roku na rok przybywa nowych domów mieszkalnych). W krajobrazie dominują liczne łąki, pastwiska i nieużytki poprzecinane siecią rzek i kanałów melioracyjnych. Przez Moście Błota przepływają m.in. Reda, Zagórska Struga, Kanał Łyski i Kanał Leniwy. Na skraju niziny, nad samą Zatoką Gdańską utworzony został rezerwat przyrody Beka.

## Historia
Dawniej wieś leżała w powiecie puckim, gminie Puck. Stanowiła część sołectwa Połchowo.
W 1981 roku część obrębu geodezyjnego Moście Błota o powierzchni 38,66 ha została włączona do miasta Redy z gminy Puck.
Od 2004 roku mieszkańcy Mościch Błot starali się o przyłączenie ich miejscowości do miasta Redy, w wyniku czego część osady, o powierzchni 539,48 ha, została przyłączona 1 stycznia 2010 do tego miasta. Dwa tygodnie później Rada Miasta uchwaliła zmianę nazw ulic ze względu dublujące się z innymi w mieście nazwy z czasów przynależności do sołectwa Połchowo.